# Nadine Machikou
Nadine Machikou de son vrai nom Nadine Machikou Ngameni est née en 1978 à Bafoussam au Cameroun, est une agrégée de science politique et Professeure titulaire des universités.

## Biographie
Nadine Machikou, née en 1978 à Bafoussam, Cameroun, est une experte en science politique et une universitaire reconnue,. Elle est agrégée de science politique et professeure titulaire des universités. Actuellement, elle occupe les fonctions de vice-directrice en charge de la recherche, de la coopération et des relations avec le monde des entreprises à l’Université de Yaoundé II,, ainsi que celle de directrice de séminaire à l’École supérieure internationale de guerre (ESIG) du Cameroun.

## Carrière académique
Depuis septembre 2012, elle dirige le séminaire « Géopolitique de l’intégration en Afrique » à l’ESIG. Ses recherches portent principalement sur les expressions pratiques et symboliques de la violence, l’économie politique et morale des émotions, les politiques publiques et l’intégration communautaire en Afrique. Elle a contribué à la sensibilisation des officiers supérieurs stagiaires d’une vingtaine de pays aux enjeux liés aux processus d’intégration en Afrique, en lien avec les problématiques sécuritaires.
Nadine Machikou a supervisé près d'une centaine de travaux de recherche, dont certains ont été publiés pour une diffusion plus large. Elle a également joué un rôle clé dans l'organisation et l'animation de colloques scientifiques à l'ESIG et a présenté des communications ainsi que modéré des panels.

## Engagement et contributions
Son engagement en faveur de la formation et de la recherche se manifeste par son rôle au sein du Centre d’étude et de recherche en droit international et communautaire à l’Université de Yaoundé II, où elle a été directrice. De plus, elle est co-rédactrice en chef de la revue Politique africaine et membre du comité de rédaction de la revue Global Africa.
Elle a été présidente du jury d’agrégation de la section « politique » au Conseil africain et malgache de l’enseignement supérieur (CAMES) en 2019 et 2021. De plus, depuis mars 2021, elle est vice-présidente de l’Association africaine de science politique et présidente du Comité « Adhésion et participation » à l’Association internationale de science politique.

## Collaborations internationales
Nadine Machikou a été professeure invitée dans plusieurs institutions de renom, notamment l’Université de Nanterre, l’Université de Dauphine, l’Institut international de la Francophonie de l’Université de Lyon, l’Université Senghor d’Alexandrie, ainsi que dans plusieurs universités en Afrique de l’Ouest et au Vietnam.
Actuellement, elle est impliquée dans des projets de recherche internationale, notamment à la Bayreuth International Graduate School of African Studies en tant que membre du Cluster Excellence Africa Multiple, ainsi que dans le projet “Contending Modernities” de l’Université Notre Dame de l’Indiana (USA).